# Denis Čery
Denis Čery (* 1. srpna 1994 Nitra) je slovenský fotbalový záložník či útočník, od roku 2012 působící v A-týmu FC Nitra.

## Fotbalová kariéra
Svou fotbalovou kariéru začal v FC Nitra, kde se popracoval až do prvního mužstva a obléká jeho barvy dodnes[kdy?].